# Kashiwa Reysol 2013
Questa voce raccoglie le informazioni riguardanti il Kashiwa Reysol nelle competizioni ufficiali della stagione 2013.

## Maglie e sponsor
La Yonex introduce delle divise interamente gialle, sulla cui parte anteriore è presente lo sponsor Hitachi.
| Manica sinistra · Maglietta · Manica destra · Pantaloncini · Calzettoni | Manica sinistra · Maglietta · Manica destra · Pantaloncini · Calzettoni |  |

## Rosa
| N. |                     | Ruolo | Calciatore         |
| -- | ------------------- | ----- | ------------------ |
| 1  | Giappone (bandiera) | P     | Kazushige Kirihata |
| 2  | Giappone (bandiera) | D     | Masato Fujita      |
| 3  | Giappone (bandiera) | D     | Naoya Kondō        |
| 4  | Giappone (bandiera) | D     | Daisuke Suzuki     |
| 5  | Giappone (bandiera) | D     | Tatsuya Masushima  |
| 7  | Giappone (bandiera) | C     | Hidekazu Ōtani     |
| 8  | Giappone (bandiera) | A     | Masakatsu Sawa     |
| 9  | Giappone (bandiera) | A     | Masato Kudō        |
| 10 | Brasile (bandiera)  | C     | Leandro Domingues  |
| 11 | Serbia (bandiera)   | A     | Cléo               |
| 14 | Giappone (bandiera) | D     | Kenta Kanō         |
| 15 | Brasile (bandiera)  | C     | Jorge Wagner       |
| 16 | Giappone (bandiera) | P     | Koji Inada         |
| 17 | Giappone (bandiera) | C     | Hiroki Akino       |

| N. |                          | Ruolo | Calciatore         |
| -- | ------------------------ | ----- | ------------------ |
| 18 | Giappone (bandiera)      | C     | Junya Tanaka       |
| 19 | Giappone (bandiera)      | A     | Yu Kimura          |
| 20 | Giappone (bandiera)      | C     | Akimi Barada       |
| 21 | Giappone (bandiera)      | P     | Takanori Sugeno    |
| 22 | Giappone (bandiera)      | D     | Wataru Hashimoto   |
| 23 | Giappone (bandiera)      | D     | Hirofumi Watanabe  |
| 25 | Giappone (bandiera)      | C     | Yūsuke Kobayashi   |
| 26 | Giappone (bandiera)      | C     | Tetsuro Oda        |
| 27 | Corea del Sud (bandiera) | D     | Kim Chang-Soo      |
| 28 | Giappone (bandiera)      | C     | Ryōichi Kurisawa   |
| 29 | Giappone (bandiera)      | C     | Hiroyuki Taniguchi |
| 30 | Giappone (bandiera)      | A     | Ryosuke Tanaka     |
| 31 | Giappone (bandiera)      | P     | Kōsuke Nakamura    |

## Calciomercato

### Sessione invernale
| Acquisti | Acquisti           | Acquisti           | Acquisti      |
| R.       | Nome               | da                 | Modalità      |
| -------- | ------------------ | ------------------ | ------------- |
| P        | Yuya Miura         | Matsumoto Yamaga   | fine prestito |
| D        | Daisuke Suzuki     | Albirex Niigata    | definitivo    |
| D        | Kim Chang-Soo      | Busan IPark        | definitivo    |
| C        | Kenta Kanō         | Yokohama F·Marinos | definitivo    |
| C        | Hiroyuki Taniguchi | Yokohama F·Marinos | definitivo    |
| C        | Tetsuro Ota        | Montedio Yamagata  | definitivo    |
| C        | Taishi Soma        | Ryūkyū Okinawa     | fine prestito |
| C        | Kōsuke Taketomi    | Roasso Kumamoto    | fine prestito |
| A        | Cléo               | Guangzhou E.       | prestito      |
| A        | Efrain Rintaro     | Blaublitz Akita    | fine prestito |

| Cessioni | Cessioni        | Cessioni         | Cessioni   |
| R.       | Nome            | a                | Modalità   |
| -------- | --------------- | ---------------- | ---------- |
| P        | Yuya Miura      | Shimizu S-Pulse  | prestito   |
| P        | Goro Kawanami   | Tokushima Vortis | definitivo |
| D        | Daisuke Nasu    | Urawa Reds       | definitivo |
| D        | Kweon Han-Jin   | Shonan Bellmare  | prestito   |
| D        | Ryoji Fukui     | Tokyo Verdy      | definitivo |
| C        | An Yong-hak     |                  | svincolato |
| C        | Kōki Mizuno     | Ventforet Kofu   | definitivo |
| C        | Hiroto Nakagawa | Shonan Bellmare  | prestito   |
| C        | Taishi Soma     | Machida Zelvia   | prestito   |
| C        | Kōsuke Taketomi | Shonan Bellmare  | prestito   |
| A        | Neto Baiano     | Goiás            | definitivo |
| A        | Efrain Rintaro  | Ryūkyū Okinawa   | definitivo |

| Acquisti | Acquisti      | Acquisti        | Acquisti      |
| R.       | Nome          | da              | Modalità      |
| -------- | ------------- | --------------- | ------------- |
| D        | Kweon Han-Jin | Shonan Bellmare | fine prestito |

| Cessioni | Cessioni      | Cessioni     | Cessioni |
| R.       | Nome          | a            | Modalità |
| -------- | ------------- | ------------ | -------- |
| D        | Kweon Han-Jin | Thespa Gunma | prestito |

## Risultati

### Campionato

#### Girone di andata
| Arbitro: | Nishimura |

|                       |           |               |
| Cléo 4’, 63’ Kudo 72’ | Marcatori | 79’ Renatinho |

| Arbitro: | Yoshida |

|                               |           |  |
| Watanabe 6’, 29’ Hasegawa 78’ | Marcatori |  |

| Arbitro: | Murakami |

|                          |           |                |
| Matsushita 5’ Wilson 86’ | Marcatori | 52’ Matsushita |

| Arbitro: | Fukushima |

|                            |           |               |
| Kudo 38’, 90+3’ Tanaka 63’ | Marcatori | 53’ Matsumoto |

| Arbitro: | Okabe |

|                                    |           |                                    |
| Kudo 4’, 63’ Leandro Domingues 14’ | Marcatori | 3’ Tanaka 49’ Matsukawa 71’ Tamada |

| Arbitro: | Matsuo |

|                                           |           |                   |
| Fukuda 7’ Hugo Guimarães 12’ Tsuchiya 77’ | Marcatori | 21’ (aut.) Aoyama |

| Tosu 20 aprile 2013, ore 14:04 UTC+9 7ª giornata | Sagan Tosu | 0 – 3 referto                    | Kashiwa Reysol | Best Amenity Stadium (7 287 spett.) |
| Marcatori 13’ Cléo 73’ Matsushima 76’ Kudo       |            |                                  |                |                                     |
|                                                  |            |                                  |                |                                     |
|                                                  | Marcatori  | 13’ Cléo 73’ Matsushima 76’ Kudo |                |                                     |

| Arbitro: | Iemoto |

|  |           |                                                             |
|  | Marcatori | 19’, 55’ (rig.) Novakovič 45’ Takahashi 63’ Cho Young-Cheol |

| Arbitro: | Yamamoto |

|                  |           |           |
| Cléo 8’ Kudo 60’ | Marcatori | 22’ Hyodo |

| Arbitro: | Iida |

|  |           |            |
|  | Marcatori | 62’ Wagner |

| Arbitro: | Matsuo |

|          |           |                                     |
| Kudo 26’ | Marcatori | 45+3’ Yamaguchi 77’, 90+4’ Kakitani |

| Arbitro: | Murakami |

|                      |           |                                                                                |
| Tanaka 76’ Kondo 86’ | Marcatori | 17’ Haraguchi 45’, 63’ Yōsuke Kashiwagi 69’, 87’ Márcio Richardes 79’ Moriwaki |

| Hiroshima 29 maggio 2013, ore 19:06 UTC+9 13ª giornata | Sanfrecce Hiroshima | 0 – 0 referto | Kashiwa Reysol | Hiroshima Big Arch (10 045 spett.)\| Arbitro: \| Imamura \| |
| Arbitro:                                               | Imamura             |               |                |                                                             |

| Niigata 6 luglio 2013 14ª giornata | Albirex Niigata | – | Kashiwa Reysol | Niigata Stadium |

| Hiratsuka 10 luglio 2013 15ª giornata | Shonan Bellmare | – | Kashiwa Reysol | BMW Stadium |

| Kashiwa 13 luglio 2013 16ª giornata | Kashiwa Reysol | – | Kashima Antlers | Hitachi Kashiwa Soccer Stadium |

| Kashiwa 17 luglio 2013 17ª giornata | Kashiwa Reysol | – | Shimizu S-Pulse | Hitachi Kashiwa Soccer Stadium |

#### Girone di ritorno
| Yokohama 31 luglio 2013 18ª giornata | Yokohama F·Marinos | – | Kashiwa Reysol | Nissan Stadium |

| Kashiwa 3 agosto 2013 19ª giornata | Kashiwa Reysol | – | Sagan Tosu | Hitachi Kashiwa Soccer Stadium |

| Oita 10 agosto 2013 20ª giornata | Oita Trinita | – | Kashiwa Reysol | Oita Bank Dome |

| Kashiwa 17 agosto 2013 21ª giornata | Kashiwa Reysol | – | Vegalta Sendai | Hitachi Kashiwa Soccer Stadium |

| Saitama 24 agosto 2013 22ª giornata | Omiya Ardija | – | Kashiwa Reysol | NACK5 Stadium Ōmiya |

| Kashiwa 28 agosto 2013 23ª giornata | Kashiwa Reysol | – | Shonan Bellmare | Hitachi Kashiwa Soccer Stadium |

| Kashima 31 agosto 2013 24ª giornata | Kashima Antlers | – | Kashiwa Reysol | Kashima Soccer Stadium |

| Kashiwa 14 settembre 2013 25ª giornata | Kashiwa Reysol | – | Júbilo Iwata | Hitachi Kashiwa Soccer Stadium |

| Osaka 21 settembre 2013 26ª giornata | Cerezo Osaka | – | Kashiwa Reysol | Nagai Stadium |

| Kashiwa 28 settembre 2013 27ª giornata | Kashiwa Reysol | – | Albirex Niigata | Hitachi Kashiwa Soccer Stadium |

| Kawasaki 5 ottobre 2013 28ª giornata | Kawasaki Frontale | – | Kashiwa Reysol | Todoroki Athletics Stadium |

| Kashiwa 19 ottobre 2013 29ª giornata | Kashiwa Reysol | – | Ventforet Kofu | Kashiwa Soccer Stadium |

| Saitama 27 ottobre 2013 30ª giornata | Urawa Reds | – | Kashiwa Reysol | Saitama Stadium 2002 |

| Kashiwa 10 novembre 2013 31ª giornata | Kashiwa Reysol | – | Sanfrecce Hiroshima | Hitachi Kashiwa Soccer Stadium |

| Nagoya 23 novembre 2013 32ª giornata | Nagoya Grampus | – | Kashiwa Reysol | Mizuho Athletic Stadium |

| Kashiwa 30 novembre 2013 33ª giornata | Kashiwa Reysol | – | FC Tokyo | Hitachi Kashiwa Soccer Stadium |

| Shizuoka 7 dicembre 2013 34ª giornata | Kashiwa Reysol | – | Shimizu S-Pulse | Outsourcing Stadium Nihondaira |

### Supercoppa del Giappone
| Arbitro: | Tojo |

|          |           |  |
| Sato 29’ | Marcatori |  |

### AFC Champions League
| Arbitro: | Al-Ghamdi |

|  |           |          |
|  | Marcatori | 46’ Cléo |

| Arbitro: | Albadwawi |

|                             |           |               |
| Domingues 21’, 88’ Kano 67’ | Marcatori | 8’ Zwaanswijk |

| Arbitro: | Torki |

|                                    |           |                                                   |
| Choi Jae-Soo 52’ Ristić 73’ (rig.) | Marcatori | 16’, 67’ Tanaka 51’, 75’ Kurisawa 55’, 90+3’ Kudo |

| Kashiwa 9 aprile 2013, ore 19:00 UTC+9 Fase a gruppi - 4ª giornata | Kashiwa Reysol | 0 – 0 referto | Suwon Bluewings | Kashiwa Soccer Stadium (7 269 spett.)\| Arbitro: \| Al-Dosari \| |
| Arbitro:                                                           | Al-Dosari      |               |                 |                                                                  |

| Arbitro: | Mozaffari |

|               |           |            |
| Masushima 51’ | Marcatori | 85’ Li Kai |

| Arbitro: | Kovalenko |

|  |           |                                         |
|  | Marcatori | 59’ Kudo 79’ Cléo 85’ Leandro Domingues |

| Arbitro: | Alzarooni |

|  |           |                       |
|  | Marcatori | 3’ Kudo 74’ Masushima |

| Arbitro: | Al-Hilali |

|                                        |           |                      |
| Watanabe 41’ Jorge Wagner 51’ Kudo 69’ | Marcatori | 21’ (aut.) Masushima |

| Arbitro: | Kim Jong-Hyeok |

|          |           |              |
| Kudo 21’ | Marcatori | 44’ Fernando |

| Arbitro: | Shukralla |

|                              |           |                                   |
| Naif Hazazi 10’ Fallatah 85’ | Marcatori | 13’ (aut.) Tae-Hwi Kwak 73’ Kondo |

| Arbitro: | Kovalenko |

|                  |           |                                   |
| Jorge Wagner 10’ | Marcatori | 58’, 90+1’ Muriqui 67’, 82’ Conca |

| Arbitro: | Abdulrahman Abdou |

|                                        |           |  |
| Elkeson 16’ Conca 57’ Muriqui 79’, 87’ | Marcatori |  |

### Coppa Yamazaki Nabisco
| Hiroshima 23 giugno 2013, ore 19:03 UTC+9 Quarti di finale - Andata | Sanfrecce Hiroshima | 1 – 2 referto | Kashiwa Reysol | EDION Stadium Hiroshima (9 427 spett.)\| Arbitro: \| Kimura \| |
| Arbitro:                                                            | Kimura              |               |                |                                                                |

| Kashiwa 30 giugno 2013, ore 19:00 UTC+9 Quarti di finale - Ritorno | Kashiwa Reysol | 0 – 1 referto | Sanfrecce Hiroshima | Hitachi Kashiwa Stadium (7 775 spett.)\| Arbitro: \| Tojo \| |
| Arbitro:                                                           | Tojo           |               |                     |                                                              |

| Kashiwa 7 settembre 2013, ore 18:00 UTC+9 Semifinali - Andata | Kashiwa Reysol | 4 – 0 referto | Yokohama F·Marinos | Hitachi Kashiwa Stadium (10 532 spett.)\| Arbitro: \| Yoshida \| |
| Arbitro:                                                      | Yoshida        |               |                    |                                                                  |

| Yokohama 12 ottobre 2013, ore 13:00 UTC+9 Semifinali - Ritorno | Yokohama F·Marinos | 2 – 0 referto | Kashiwa Reysol | Mitsuzawa Stadium (10 071 spett.)\| Arbitro: \| Iemoto \| |
| Arbitro:                                                       | Iemoto             |               |                |                                                           |

| Arbitro: | Ogiya |

|  |           |            |
|  | Marcatori | 45+1’ Kudo |

## Statistiche

### Statistiche di squadra
| Competizione         | Punti | Totale | Totale | Totale | Totale | Totale | Totale | D.R. |
| Competizione         | Punti | G      | V      | N      | P      | Gf     | Gs     | D.R. |
| -------------------- | ----- | ------ | ------ | ------ | ------ | ------ | ------ | ---- |
| Nabisco Cup          | -     | 5      | 3      | 0      | 2      | 7      | 4      | -    |
| AFC Champions League | -     | 12     | 6      | 2      | 4      | 20     | 15     | -    |
| Fuji Xerox Cup       | -     | 1      | 0      | 0      | 1      | 0      | 1      | -    |
| Totale               |       | 18     | 9      | 2      | 7      | 27     | 20     |      |

### Statistiche dei giocatori
| Giocatore     | J1 League | J1 League | Nabisco Cup | Nabisco Cup | Coppa dell'Imperatore | Coppa dell'Imperatore | AFC Champions League | AFC Champions League | Totale   | Totale |
| Giocatore     | Presenze  | Reti      | Presenze    | Reti        | Presenze              | Reti                  | Presenze             | Reti                 | Presenze | Reti   |
| ------------- | --------- | --------- | ----------- | ----------- | --------------------- | --------------------- | -------------------- | -------------------- | -------- | ------ |
| H. Akino      | ?         | ?         | ?           | ?           | 0                     | 0                     | 1                    | 0                    | 1+       | 0+     |
| A. Barada     | ?         | ?         | ?           | ?           | 2                     | 0                     | 7                    | 0                    | 9+       | 0+     |
| Cléo          | ?         | ?         | ?           | ?           | 5                     | 0                     | 11                   | 2                    | 16+      | 2+     |
| L. Domingues  | ?         | ?         | ?           | ?           | 1                     | 0                     | 6                    | 3                    | 7+       | 3+     |
| M. Fujita     | ?         | ?         | ?           | ?           | 5                     | 0                     | 5                    | 0                    | 10+      | 0+     |
| W. Hashimoto  | ?         | ?         | 4           | 0           | ?                     | ?                     | 1                    | 0                    | 5+       | 0+     |
| K. Inada      | ?         | ?         | ?           | ?           | 0                     | 0                     | 0                    | 0                    | 0+       | 0+     |
| K. Kano       | ?         | ?         | ?           | ?           | 2                     | 0                     | 5                    | 1                    | 7+       | 1+     |
| Kim Chang-Soo | ?         | ?         | ?           | ?           | 0                     | 0                     | 7                    | 0                    | 7+       | 0+     |
| Y. Kimura     | ?         | ?         | ?           | ?           | 0                     | 0                     | 1                    | 0                    | 1+       | 0+     |
| N. Kondo      | ?         | ?         | ?           | ?           | 5                     | 0                     | 11                   | 1                    | 16+      | 1+     |
| M. Kudo       | ?         | ?         | ?           | ?           | 4                     | 2                     | 12                   | 6                    | 16+      | 8+     |
| R. Kurisawa   | ?         | ?         | ?           | ?           | 5                     | 0                     | 10                   | 2                    | 15+      | 2+     |
| T. Masushima  | ?         | ?         | ?           | ?           | 3                     | 0                     | 9                    | 2                    | 12+      | 2+     |
| T. Ota        | ?         | ?         | ?           | ?           | 1                     | 0                     | 1                    | 0                    | 2+       | 0+     |
| H. Otani      | ?         | ?         | ?           | ?           | 4                     | 0                     | 3                    | 0                    | 7+       | 0+     |
| T. Sugeno     | ?         | ?         | ?           | ?           | 5                     | -4                    | 12                   | -15                  | 17+      | -19+   |
| D. Suzuki     | ?         | ?         | ?           | ?           | 3                     | 0                     | 9                    | 0                    | 12+      | 0+     |
| J. Tanaka     | ?         | ?         | ?           | ?           | 4                     | 3                     | 9                    | 2                    | 13+      | 5+     |
| H. Taniguchi  | ?         | ?         | 1           | 0           | ?                     | ?                     | 4                    | 0                    | 5+       | 0+     |
| J. Wagner     | ?         | ?         | ?           | ?           | 5                     | 2                     | 10                   | 2                    | 15+      | 4+     |
| H. Watanabe   | ?         | ?         | ?           | ?           | 2                     | 0                     | 5                    | 1                    | 7+       | 1+     |
| R. Yamanaka   | ?         | ?         | ?           | ?           | 2                     | 0                     | 1                    | 0                    | 3+       | 0+     |